# Марино поле (област Пловдив)
Вижте пояснителната страница за други значения на Марино поле.
Марино поле е село в Южна България. То се намира в община Карлово, област Пловдив.

## География
Селото се намира по средата на Стрямската долина в най-равнинната ѝ част. Наблизо минават няколко малки рекички, спускащи се от Стара планина, най-голямата от които е Навалийската река на запад от селото.

## История
До 1934 г. селото се е казвало Ментешлий, а след това е прекръстено на Марино поле, тъй като според легендата тук е станало предаването на Кера-Тамара, сестрата на цар Иван Шишман на пратениците на султан Мурад. Най-голямата част от придружителите на Кера-Тамара, след като я предали на султановите хора, се упътили на изток от това място и се заселили в Средна гора, основавайки село Свежен, друга по-малка част заминала на запад от мястото и се заселила във Войнягово, а трета част останала там където предали царската сестра на султановите пратеници и основали селото. За пръв път селото е споменато в един османски джелепкешански регистър (регистър на овцевъди с над сто глави добитък) от 1576 г. под името Ментешлу.

## Религии
Източно-православни християни. Селото няма храм.